# Талька (река)
Та́лька (Гореличский канал, Таль; бел. Та́лька) — река в Пуховичском районе Минской области Беларуси, правый приток Свислочи в бассейне Днепра.

## Описание
Длина 32 км. Площадь водосбора 341 км². Средний уклон русла 0,6 ‰. Основной приток: Сутинка (справа). Начинается Талька на мелиорированном болоте за 1,5 км на северо-восток от деревни Липники Новосёлковского сельсовета (ранее относившейся к упраздненному Горелецкому сельсовету) Пуховичского района Минской области Республики Беларусь, устье за 1,8 км на север от деревни Талька на высоте 150,2 метра над уровнем моря. Течёт по Центральноберезинской равнине. Русло канализировано. На ряде современных карт исток Тальки показан 0,6 км южнее деревни Спичник Дубровского сельсовета Пуховичского района, но на старых картах исток находится у деревни Липники.